# Ehrenmedaille (Japan)
Die Ehrenmedaille (japanisch 褒章 hōshō) ist ähnlich den amerikanischen (Medals of Honor) und den europäischen Entsprechungen ein Verdienstorden, der vom japanischen Staat in sechs unterschiedlichen Ausführungen verliehen wird. Sie dient der Ehrung von Personen, die sich etwa um die Gesellschaft, öffentliche Wohlfahrt und Kultur verdient gemacht haben. Im Allgemeinen wird der Begriff kunshō (勲章) als Übersetzung des Wortes Orden verwendet. In diesem Sinne wird die Bezeichnung Ehrenmedaille auch verwendet, um Auszeichnungen zu bezeichnen, die der Erinnerung dienen (Gedenkmedaille) oder wie der Begriff Medaille, der auch für militärische und sportliche Auszeichnungen verwendet wird.
Die Verleihung durch den Tennō findet halbjährlich am 29. April und am 3. November statt. Der Verdienstorden kann nur an Privatpersonen vergeben werden. Für den Fall, dass eine juristische Person oder eine Gruppe ausgezeichnet werden soll, wird anstelle einer Medaille eine Urkunde (褒状 hōjō) verliehen, die mit dem gleichen Farbschema wie die Medaille gekennzeichnet ist. Eine Urkunde oder einen silbernen oder einen hölzernen Becher erhalten auch Hinterbliebene, wenn der Auszuzeichnende vor der Verleihung verstirbt (Ausnahme: Ehrenmedaille am Dunkelblauen Band).

## Geschichtlicher Überblick
Gemäß Beschluss Nr. 125 des Staatsrats (Dajōkan) von Juli 1875 sollten außergewöhnliche Personen und Wohltäter eine Belohnung erhalten. Dazu wurde 1876 ein „Auszeichnungsbüro“ (賞勲局 shōkunkyoku, englisch Decoration Bureau) eingerichtet. Am 7. Dezember 1881 gab der Große Staatsrat als Bekanntmachung Nr. 68 die „Verdienstorden Verordnung“ (褒章条例 hōshōjōrei) bekannt, die am 1. Januar 1882 in Kraft trat und die zunächst nur die Vergabe der Ehrenmedaille am Roten, Grünen und Blauen Band umfasste. Dieses ursprüngliche System wurde 1887 durch den kaiserlichen Erlass Nr. 16 um eine Ehrenmedaille am Gelben Band erweitert.
Die Ehrenmedaille am Dunkelblauen Band kam 21 Jahre später, 1918 in der Taishō-Zeit, im Verlaufe einer Revision der Verordnung durch den kaiserlichen Erlass Nr. 349 hinzu. 1927 wurde eine goldene Spange eingeführt für Personen, die die gleiche Auszeichnung mindestens fünf Mal erhielten. Nach dem Zweiten Weltkrieg, 1947, wurde mit dem Regierungsbeschluss Nr. 4 vom 3. Mai im Rahmen der Aufhebung der Beschlüsse von 1887 aus der Meiji-Zeit auch der kaiserliche Erlass Nr. 16 und damit die Ehrenmedaille am Gelben Band abgeschafft. Eine neue Ehrenmedaille am Gelben Band wurde dann erneut 1955 durch Regierungserlass Nr. 7 zusammen mit einer Ehrenmedaille am Violetten Band eingeführt. Eine Ehrenmedaille am Grünen Band wurde erst am 12. August 2002 eingerichtet. Zudem wurde im Jahr darauf die Ehrenmedaille neu gestaltet.

## Form und Aussehen

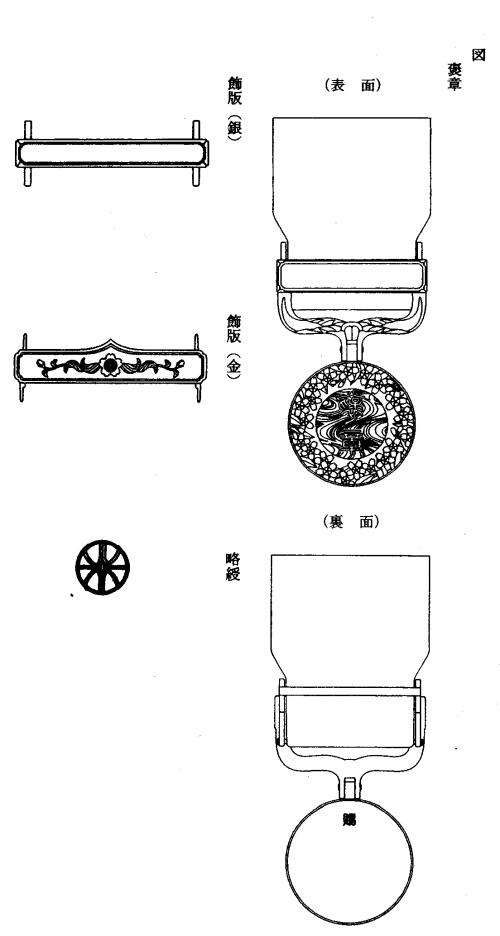
Ehrenmedaille; von oben nach unten, links: Spange in Silber, Spange in Gold, Knopf, rechts: Vorderseite der Medaille, darunter die Rückseite

Wenngleich die Form des Verdienstordens in §7 der Verdienstorden Verordnung festgelegt ist, so ist die Gestaltung des Aussehens durch die Verordnungen des Kabinettsbüros (§9) geregelt. Um die Ehrenmedaille an der Kleidung zu befestigen, besteht sie aus der Medaille selbst, die durch einen Knopf mit der Spange und dem Band verbunden ist, wobei die ursprüngliche Ausführung der Medaille am Gelben Band keinen Knopf besaß und stattdessen mit einem Ring befestigt wurde.
Medaille
gefertigt aus Silber mit einem Durchmesser von 30 Millimetern (seit 2003) und mit einem rund umlaufenden Muster aus Kirschblüten. Darin sind auf die goldene Freifläche die beiden Schriftzeichen für Ehrenmedaille bzw. Verdienstorden 褒章 aufgebracht. Auf der Rückseite ist der Name des Ausgezeichneten vermerkt, ausgenommen bei der Ehrenmedaille am Dunkelblauen Band. Vor 2003 wurde zudem das Datum der Verleihung auf die Spange aufgebracht. Auf der Vorderseite der Ehrenmedaille am Gelben Band war neben der stilisierten Chrysantheme und der horizontalen Schreibung der beiden Schriftzeichen zudem eine Kanone abgebildet, während die Rückseite die Aufschrift 賛成海防事業, etwa: „Leistungen bei der Küstenverteidigung“ trug.
Knopf
gefertigt aus Silber
Band
das Band besitzt eine der Auszeichnungskategorie entsprechende Farbe. Bis 2003 war es ein Sun, d. i. 3,03 cm breit, heute sind es genau 3,6 cm. Das gelbe Band war dreieckig und mit einem Ring an der Medaille befestigt.
Spange
Auf der Vorderseite der Spange wird das Datum der Verleihung angegeben. Für den Fall einer erneuten Verleihung des gleichen Verdienstordens wird das zweite Datum auf der Spange hinzugefügt. Wird die Ehrenmedaille fünfmal oder häufiger an ein und dieselbe Person verliehen, wird die silberne durch eine goldene Spange ersetzt. Auch die Spange ist seit 1927 mit einem Kirschblütenmuster geschmückt.
Gemäß §4 Abs. 1 Satz 1 des japanischen Warenzeichengesetzes (商標法) können keine Marken eingetragen werden, die aussehen wie die Ehrenmedaille oder die ihr ähneln.

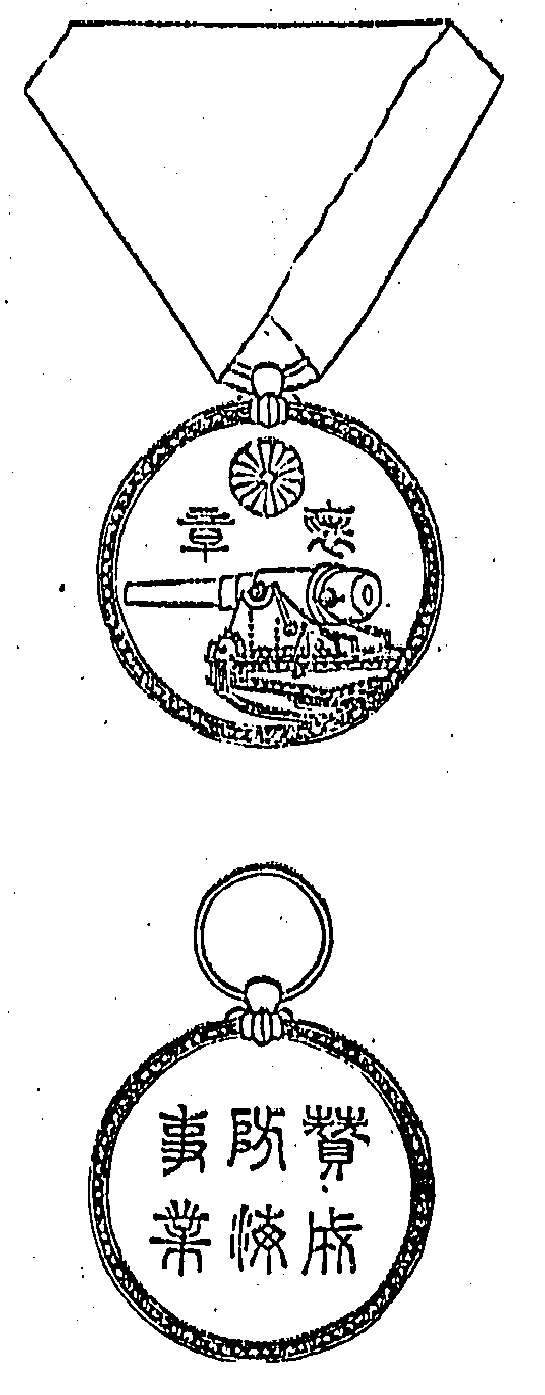
Ursprüngliche Fassung der Ehrenmedaille am Gelben Band (bis 1947)
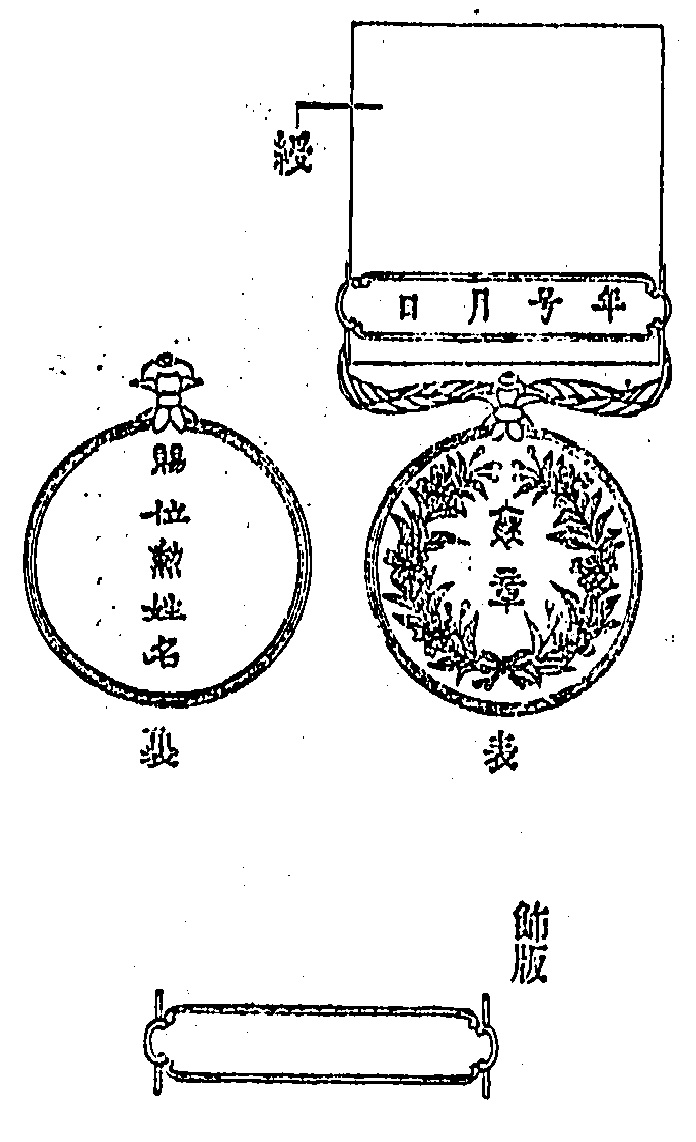
Vorder- und Rückseite der Ehrenmedaille bis zur Neugestaltung 2003
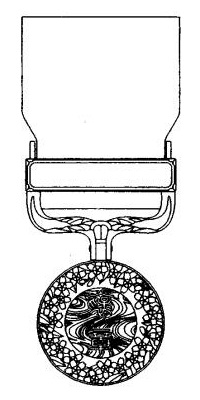
Vorderseite der Ehrenmedaille seit 2003

## Ausführungen
Je nach Verleihungsgrund werden die Medaillen mit verschiedenen Bandfarben verliehen:
| Bandfarbe | Grund der Auszeichnung |
| --------- | --- |
|           | Personen, die ihr Leben zur Rettung eines anderen riskiert haben, erhalten die Medaille am Roten Band (紅綬褒章 Kōju hōshō). Erstmals 1882 für die Rettung schiffbrüchiger Fischer aus Seenot verliehen. |
|           | Die Medaille am Grünen Band (緑綬褒章 Ryokuju hōshō) wird an herausragende Persönlichkeiten verliehen, die sich durch ihr soziales Engagement besonders hervorgetan haben.                               |
|           | Die Medaille am Gelben Band (黄綬褒章 Ōju hōshō) ist für Personen vorbehalten, die durch Fleiß und Pflichterfüllung der Öffentlichkeit ein Vorbild geworden sind.                                        |
|           | Die Medaille am Violetten Band (紫綬褒章 Shiju hōshō) ist für akademische und künstlerische Errungenschaften und Leistungen vorbehalten.                                                                 |
|           | Mit der Medaille am Blauen Band (藍綬褒章 Ranju hōshō) werden Erfolge zur Verbesserung des Gemeinwohls und der Bildung honoriert.                                                                        |
|           | Mit der Medaille am Dunkelblauen Band (紺綬褒章 Konju hōshō) werden großzügige finanzielle Unterstützungen für das Gemeinwesen honoriert.                                                                |